# صاصل
الصَاصَل  أو الصَاصَلَى أو الصُوصَلاَء أو الإشراس أو  بصل الحية أو لبن الطير أو نجمة بيت لحم أو أبو سُوى أو بصل الحنش (الاسم العلمي: Ornithogalum) هو جنس نباتي يتبع فصيلة الهليونية من رتبة الهليونيات.

## أنواع
يوجد عشرات الأنواع من جنس الصاصل وهي:
- صاصل أرمني (الاسم العلمي: Ornithogalum armeniacum)
- صاصل أليف الثلج (الاسم العلمي: Ornithogalum chionophilum)
- صاصل أناضولي (الاسم العلمي: Ornithogalum anatolicum)
- صاصل أناموري (الاسم العلمي: Ornithogalum anamurense)
- صاصل إيراني (الاسم العلمي: Ornithogalum iranicum)
- صاصل برانسي (الاسم العلمي: Ornithogalum pyrenaicum) في المغرب العربي وكثير من مناطق أوروبا
- صاصل بني (الاسم العلمي: Ornithogalum fuscescens)
- صاصل تلي (الاسم العلمي: Ornithogalum collinum)
- صاصل ثلجي (الاسم العلمي: Ornithogalum nivale)
- صاصل جبلي (الاسم العلمي: Ornithogalum montanum)
- صاصل جزائري (الاسم العلمي: Ornithogalum algeriense)
- صاصل حبشي (الاسم العلمي: Ornithogalum abyssinicum)
- صاصل خيمي (الاسم العلمي: Ornithogalum umbellatum)
- صاصل سناني (الاسم العلمي: Ornithogalum lanceolatum)
- صاصل شعري (الاسم العلمي: Ornithogalum capillaris)
- صاصل صخري (الاسم العلمي: Ornithogalum rupestre)
- صاصل صوفي الأوراق (الاسم العلمي: Ornithogalum trichophyllum)
- صاصل عراقي (الاسم العلمي: Ornithogalum iraqense)
- صاصل عربي (الاسم العلمي: Ornithogalum arabicum)
- صاصل غامض (الاسم العلمي: Ornithogalum dubium)
- صاصل فارسي (الاسم العلمي: Ornithogalum persicum)
- صاصل كردي (الاسم العلمي: Ornithogalum kurdicum)
- صاصل كروي الثمرة (الاسم العلمي: Ornithogalum sphaerocarpum)
- صاصل كريتي (الاسم العلمي: Ornithogalum creticum)
- صاصل لاطئ الأزهار (الاسم العلمي:  				Ornithogalum sessiliflorum) في المغرب العربي
- صاصل لامع (الاسم العلمي: Ornithogalum nutans)
- صاصل لبناني (الاسم العلمي: Ornithogalum libanoticum)
- صاصل متباعد (الاسم العلمي: Ornithogalum divergens) في المغرب العربي وغرب حوض المتوسط وقبرص
- صاصل مجنح (الاسم العلمي: Ornithogalum alatum)
- صاصل معرق (الاسم العلمي: Ornithogalum neurostegium)
- صاصل منجلي (الاسم العلمي: Ornithogalum falcatum)
- صاصل نابلسي (الاسم العلمي: Ornithogalum samariae)
- صاصل ناربوني (الاسم العلمي: Ornithogalum narbonense) في بلاد الشام ومصر والمغرب العربي وحوض المتوسط والقوقاز
- صاصل ناصع البياض (الاسم العلمي: Ornithogalum niveum)
- صاصل هرمي (الاسم العلمي: Ornithogalum pyramidale)
- صاصل وبري (الاسم العلمي: Ornithogalum comosum) في المغرب العربي والبلقان وإيطاليا وتركيا
- - - (الاسم العلمي: Ornithogalum adseptentrionesvergentulum)
- - - (الاسم العلمي: Ornithogalum aetfatense)
- - - (الاسم العلمي: Ornithogalum alpigenum)
- - - (الاسم العلمي: Ornithogalum amblyocarpum)
- - - (الاسم العلمي: Ornithogalum amphibolum)
- - - (الاسم العلمي: Ornithogalum anguinum)
- - - (الاسم العلمي: Ornithogalum annae-ameliae)
- - - (الاسم العلمي: Ornithogalum apiculatum)
- - - (الاسم العلمي: Ornithogalum arcuatum)
- - - (الاسم العلمي: Ornithogalum arianum)
- - - (الاسم العلمي: Ornithogalum atticum)
- - - (الاسم العلمي: Ornithogalum baeticum)
- - - (الاسم العلمي: Ornithogalum balansae)
- - - (الاسم العلمي: Ornithogalum baurii)
- - - (الاسم العلمي: Ornithogalum benguellense)
- - - (الاسم العلمي: Ornithogalum bicornutum)
- - - (الاسم العلمي: Ornithogalum boucheanum)
- - - (الاسم العلمي: Ornithogalum brachystachys)
- - - (الاسم العلمي: Ornithogalum britteniae)
- - - (الاسم العلمي: Ornithogalum broteroi)
- - - (الاسم العلمي: Ornithogalum bungei)
- - - (الاسم العلمي: Ornithogalum campanulatum)
- - - (الاسم العلمي: Ornithogalum candicans)
- - - (الاسم العلمي: Ornithogalum cernuum)
- - - (الاسم العلمي: Ornithogalum chetikianum)
- - - (الاسم العلمي: Ornithogalum ciliiferum)
- - - (الاسم العلمي: Ornithogalum concinnum)
- صاصل قمعي (الاسم العلمي: Ornithogalum conicum)
- - - (الاسم العلمي: Ornithogalum constrictum)
- - - (الاسم العلمي: Ornithogalum convallarioides)
- - - (الاسم العلمي: Ornithogalum corsicum)
- - - (الاسم العلمي: Ornithogalum corticatum)
- - - (الاسم العلمي: Ornithogalum cuspidatum)
- - - (الاسم العلمي: Ornithogalum decus-montium)
- - - (الاسم العلمي: Ornithogalum degenianum)
- - - (الاسم العلمي: Ornithogalum deltoideum)
- - - (الاسم العلمي: Ornithogalum demirizianum)
- - - (الاسم العلمي: Ornithogalum diphyllum)
- - - (الاسم العلمي: Ornithogalum dolichopharynx)
- - - (الاسم العلمي: Ornithogalum dregeanum)
- - - (الاسم العلمي: Ornithogalum esterhuyseniae)
- - - (الاسم العلمي: Ornithogalum etesiogaripense)
- - - (الاسم العلمي: Ornithogalum euxinum)
- - - (الاسم العلمي: Ornithogalum exaratum)
- - - (الاسم العلمي: Ornithogalum exscapum)
- - - (الاسم العلمي: Ornithogalum filicaule)
- - - (الاسم العلمي: Ornithogalum fimbriatum)
- - - (الاسم العلمي: Ornithogalum fimbrimarginatum)
- - - (الاسم العلمي: Ornithogalum fischerianum)
- - - (الاسم العلمي: Ornithogalum fissurisedulum)
- - - (الاسم العلمي: Ornithogalum flexuosum)
- - - (الاسم العلمي: Ornithogalum gabrielianiae)
- - - (الاسم العلمي: Ornithogalum gambosanum)
- - - (الاسم العلمي: Ornithogalum geniculatum)
- - - (الاسم العلمي: Ornithogalum glandulosum)
- - - (الاسم العلمي: Ornithogalum gorenflotii)
- - - (الاسم العلمي: Ornithogalum graciliflorum)
- - - (الاسم العلمي: Ornithogalum gracillimum)
- - - (الاسم العلمي: Ornithogalum graecum)
- - - (الاسم العلمي: Ornithogalum graminifolium)
- - - (الاسم العلمي: Ornithogalum gregorianum)
- - - (الاسم العلمي: Ornithogalum gussonei)
- - - (الاسم العلمي: Ornithogalum haalenbergense)
- - - (الاسم العلمي: Ornithogalum hajastanum)
- - - (الاسم العلمي: Ornithogalum hallii)
- - - (الاسم العلمي: Ornithogalum hispidulum)
- - - (الاسم العلمي: Ornithogalum hispidum)
- - - (الاسم العلمي: Ornithogalum hyrcanum)
- - - (الاسم العلمي: Ornithogalum imereticum)
- - - (الاسم العلمي: Ornithogalum immaculatum)
- - - (الاسم العلمي: Ornithogalum improbum)
- - - (الاسم العلمي: Ornithogalum inclusum)
- - - (الاسم العلمي: Ornithogalum isauricum)
- - - (الاسم العلمي: Ornithogalum joschtiae)
- - - (الاسم العلمي: Ornithogalum juncifolium)
- - - (الاسم العلمي: Ornithogalum kuereanum)
- - - (الاسم العلمي: Ornithogalum leeupoortense)
- - - (الاسم العلمي: Ornithogalum longicollum)
- - - (الاسم العلمي: Ornithogalum luschanii)
- - - (الاسم العلمي: Ornithogalum lychnite)
- - - (الاسم العلمي: Ornithogalum macrum)
- - - (الاسم العلمي: Ornithogalum maculatum)
- - - (الاسم العلمي: Ornithogalum magnum)
- - - (الاسم العلمي: Ornithogalum mater-familias)
- - - (الاسم العلمي: Ornithogalum mekselinae)
- - - (الاسم العلمي: Ornithogalum monophyllum)
- - - (الاسم العلمي: Ornithogalum multifolium)
- - - (الاسم العلمي: Ornithogalum munzurense)
- - - (الاسم العلمي: Ornithogalum mysum)
- - - (الاسم العلمي: Ornithogalum nanodes)
- - - (الاسم العلمي: Ornithogalum navaschinii)
- - - (الاسم العلمي: Ornithogalum naviculum)
- - - (الاسم العلمي: Ornithogalum neopatersonia)
- - - (الاسم العلمي: Ornithogalum ocellatum)
- - - (الاسم العلمي: Ornithogalum oligophyllum)
- - - (الاسم العلمي: Ornithogalum oreoides)
- - - (الاسم العلمي: Ornithogalum orthophyllum)

## معرض صور

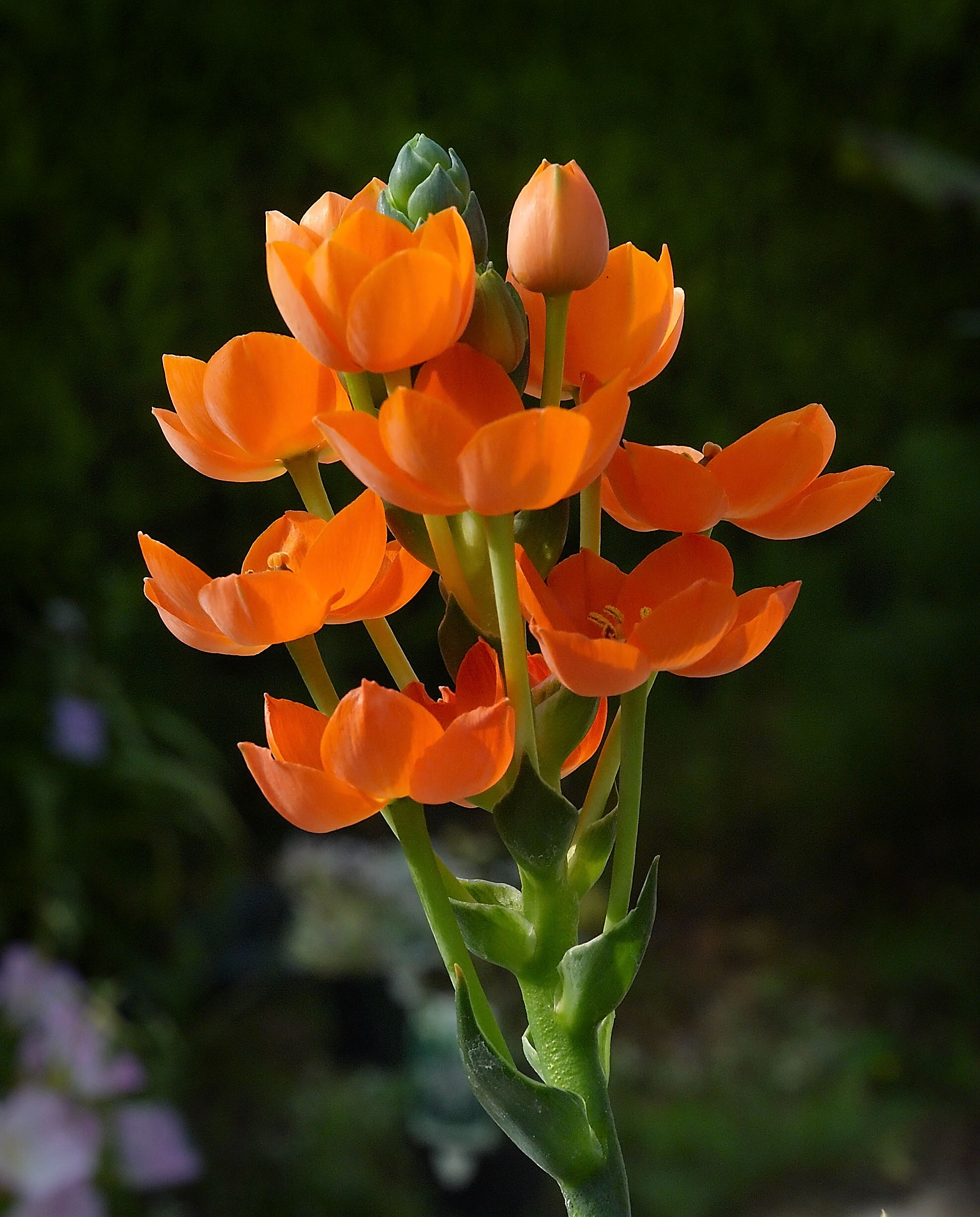
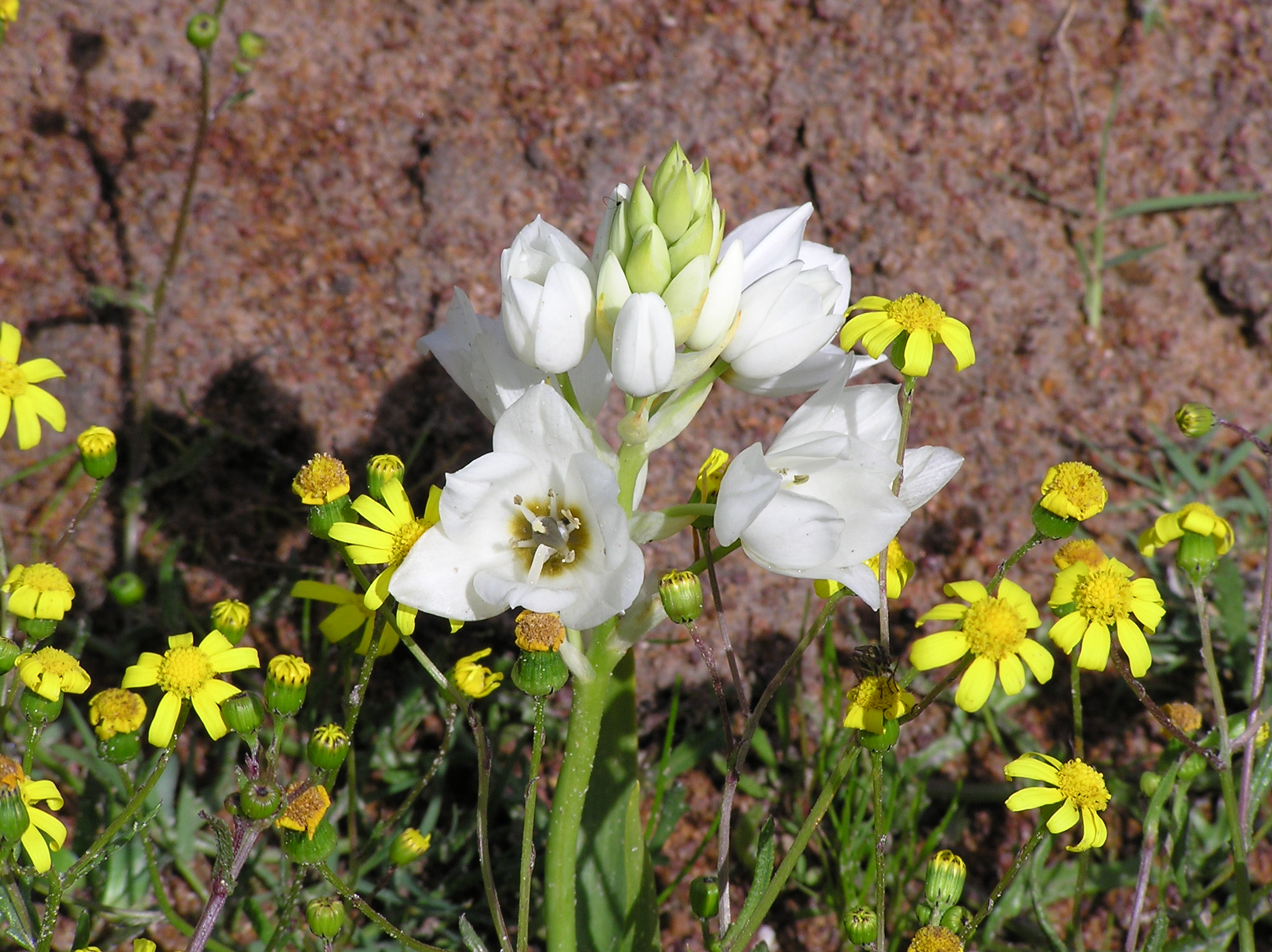
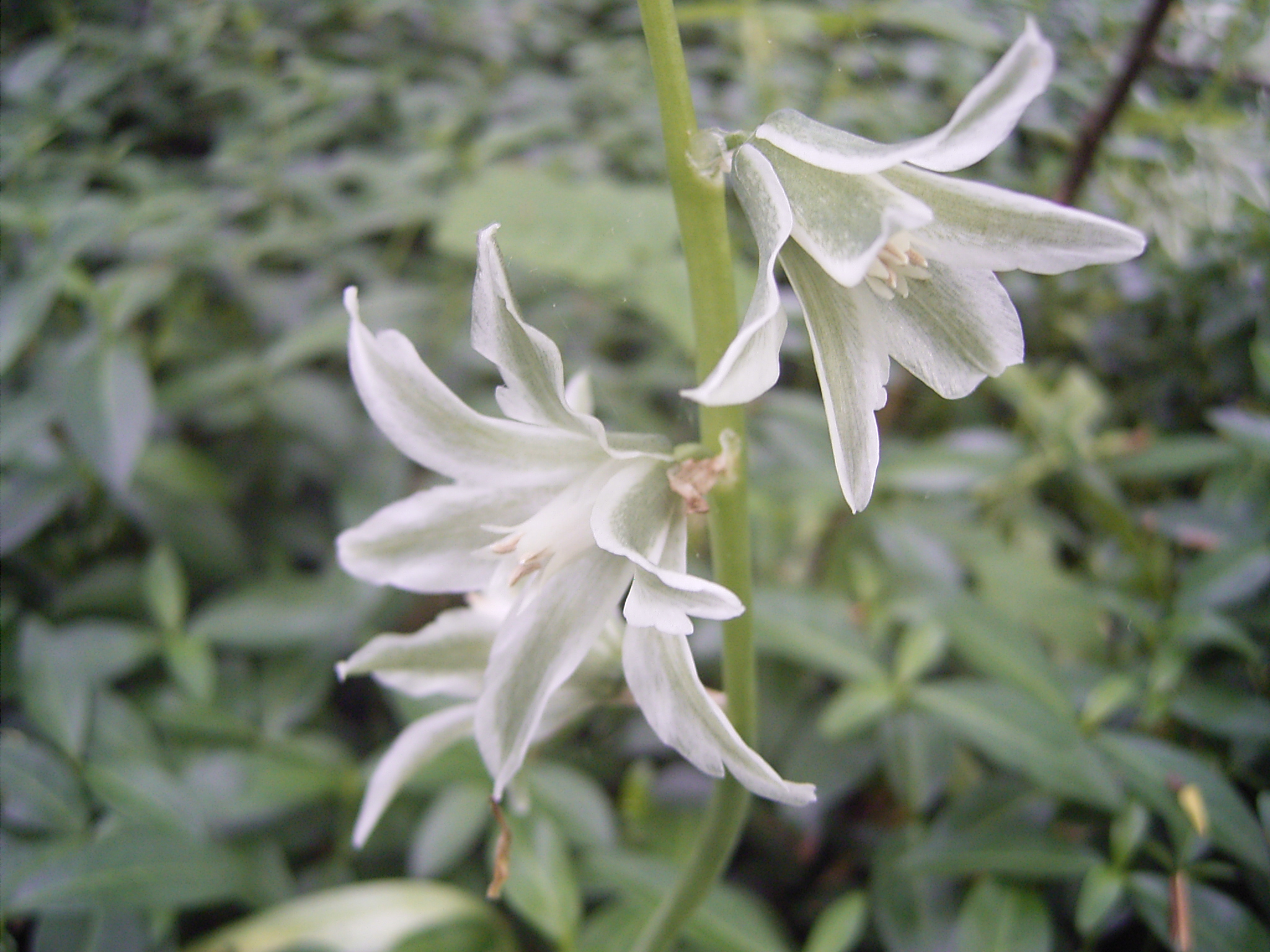
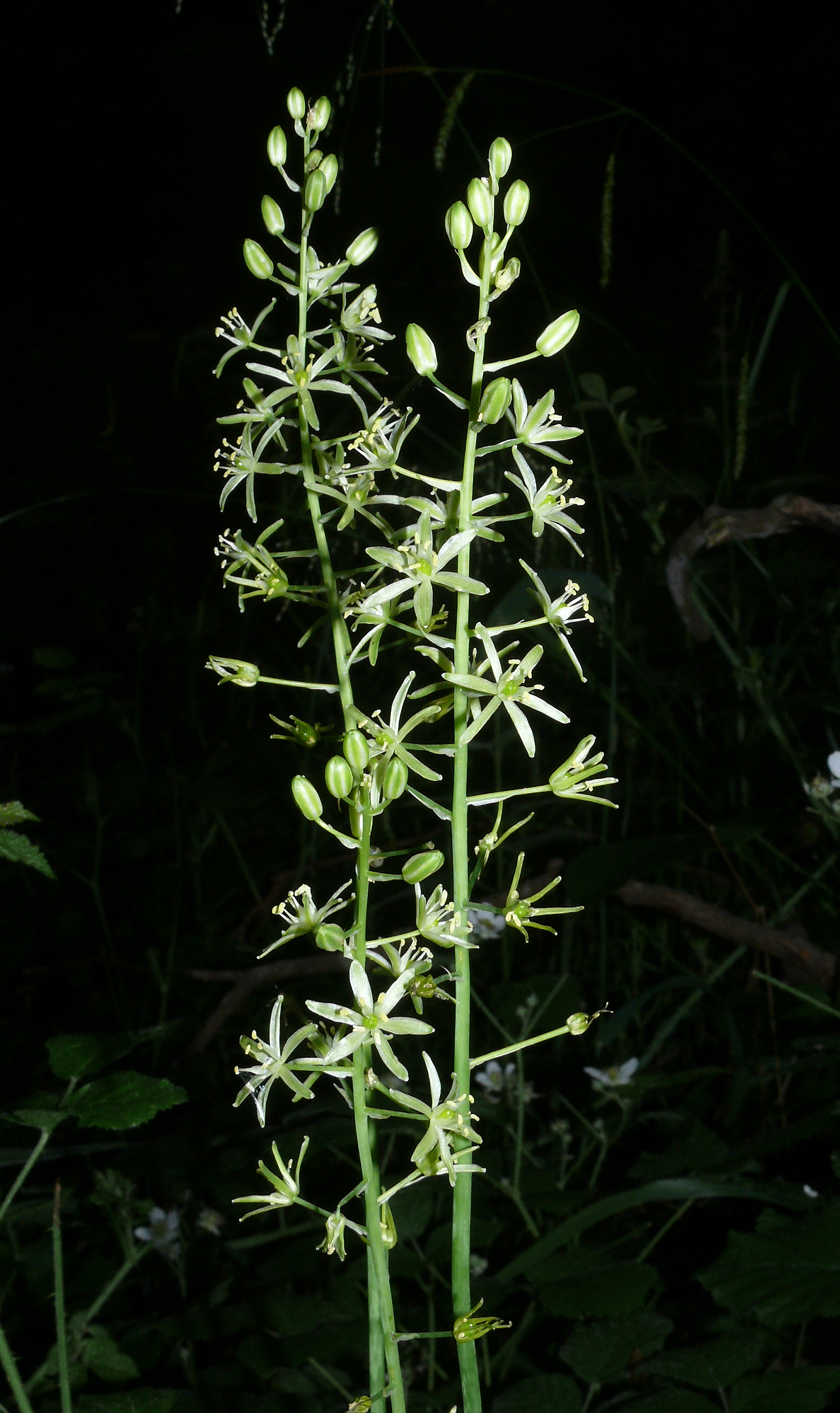
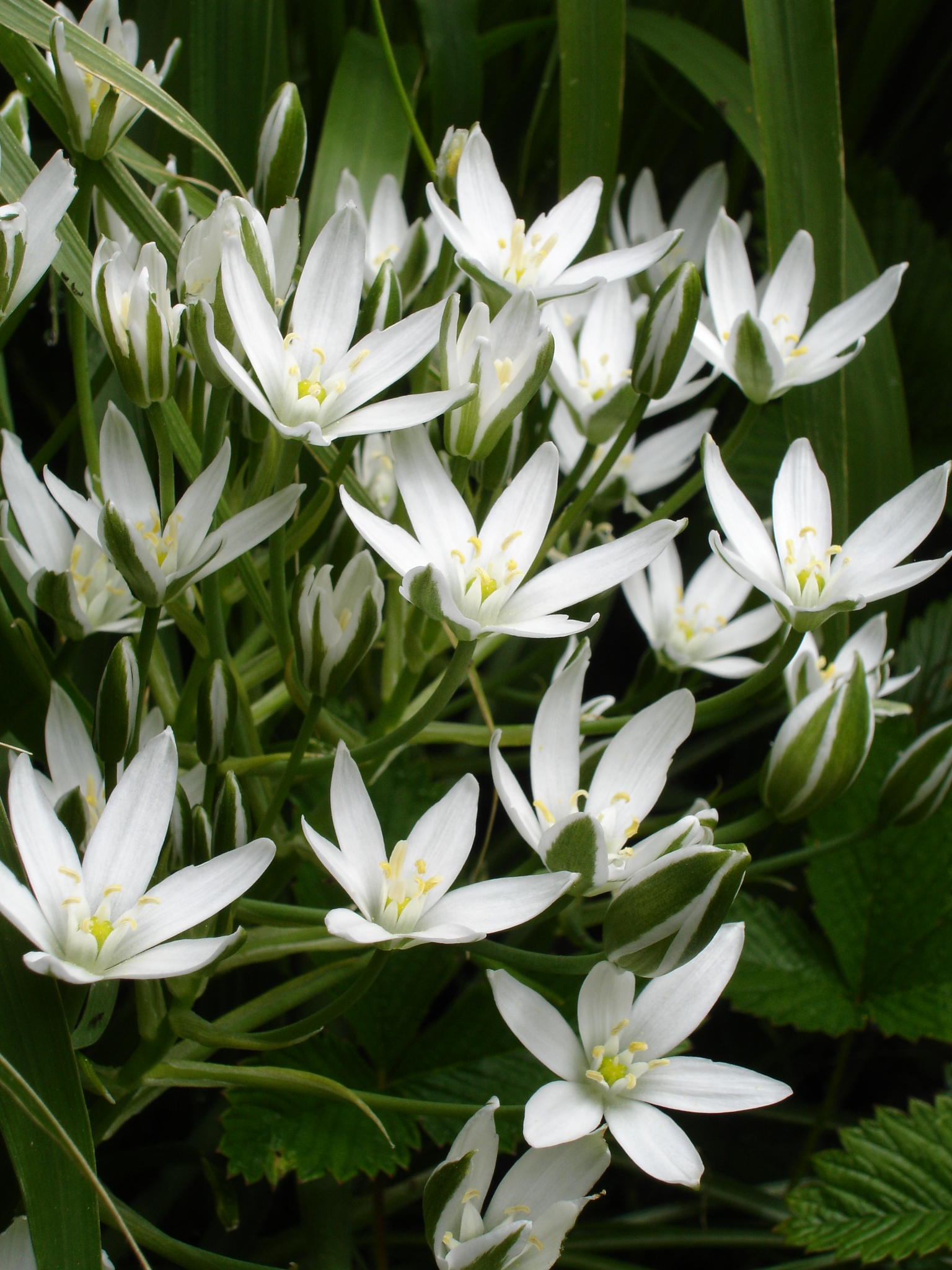
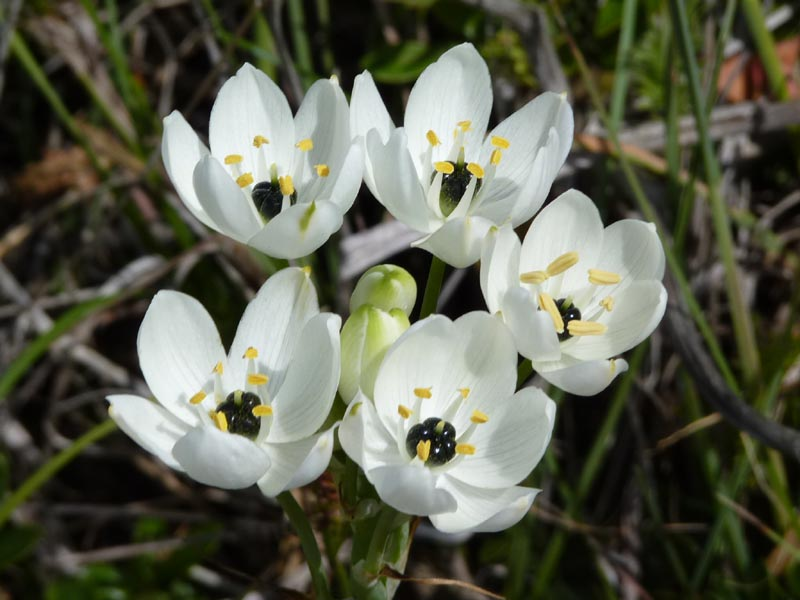